# Uhrin Benedek
Uhrin Benedek Sándor (Endrőd, 1922. március 21. – Budapest, 2015. február 10.) író, dalszerző, énekes, színész.

## Élete
Endrődön született, nyolcan voltak testvérek. Gyerekkorában színész akart lenni. A második világháború után megjárta a málenkij robotot is. 1953-ban nősült, 1957-ben született fia, Attila. Feleségétől 1969-ben vált el. 1951-től 31 éven keresztül dolgozott a Magyar Optikai Művekben először segédmunkásként, majd raktárvezetőként, utána 1982-ben nyugdíjba vonult. Először a Zenit TV-n tűnt fel, 2000 januárjában. 2004-ben az ATV Humorbajnokságára nevezett be, ahol előkelő helyezést ért el. Többször is fellépett a Sziget Fesztiválon. Legismertebb számai: Kispatak, Rebeka, Szívem, Csúcsforgalomban, Gyönyörű lány.

### Előadói pályafutásának kezdete
A YouTube közösségi média platformon Uhrin Benedek egyik videója alatt egy magát Zámbó Lászlónak, az egykori Zenit TV tulajdonosának kiadó felhasználó írta le Uhrin pályafutásának kezdetét. A beszámolóból kiderült, hogy Uhrin Benedek egy hétköznap csengetett be a tévéhez, és a főnököt kereste. Zámbó László behívta, akinek Uhrin elmondta az élete történetét, illetve azt, hogy sohasem adták ki a számait. Erre a Zenit TV-nél tett újabb kísérletet, hogy a jogdíjakból később meg tudjon élni a beteg fia.
A Zenit TV-nél ezután felvették a Rebeka, illetve a Kispatak című számokat, melyeket a Hogy kik vannak? című műsorban be is mutattak. Zámbó szerint a felvételt követően fiatal rajongók létrehozták Uhrin Benedek weboldalát, a felvételek pedig három hónap alatt bejárták a világot. A hazai média mellett érdeklődtek még olasz, angol, kanadai stábok is, majd több évnyi SZIGET fellépés következett, és számos fellépés országszerte. 
Zámbó László visszaemlékezése szerint Uhrin Benedek egyszer csak úgy döntött, hogy visszavonul, ezért Budaörsről Gyomaendődre, szülővárosába költözött. Pár évvel később azonban visszatért a fővárosba, ahol lakásmaffia áldozata lett, mely szerencsésen megoldódott. Zámbó azzal zárta a beszámolóját, hogy főszerkesztőjével, Geszty Glóriával haláláig végig kísérték Uhrin életét, akivel jó barátságot alakítottak ki.

## Halála
Fia közlése szerint Uhrin Benedek két héttel a halála előtt leesett az ágyról, és combnyaktörést szenvedett. Előbb a Jahn Ferenc Kórház sürgősségi osztályára vitték, majd a Merényi Gusztáv Kórház traumatológiájára. Később megműtötték, és négy csavar került a lábába. Halála előtt orvosai elmondása szerint már nem volt tiszta a tudata. 2015. február 10-én rosszul lett, és a kórházban, 92 évesen hunyt el.
A budapesti Szent László-templomban tartott gyászmiséjén nyolcan vettek részt.

## Kiadványai

### CD-k
- Csak Veled tudnék boldog lenni
- Elnézést kérek, ez kabaré
- Uhrin Benedek Válogatás
- Best of Uhrin Benedek
- Szállhatok a Föld körül (Válogatás 3.)
- Már gyermekkoromban gyötört a gondolat
- Uhrin Benedek Koncert - Pepsi Sziget 2002

### VHS kazetták
- Uhrin Benedek Koncert - Pepsi Sziget 2002
- Szeretünk Benedek!

### DVD
- Uhrin Benedek TV-felvételei

## Filmjei
- Szerelem utolsó vérig (2002)

## Könyvei
- Elnézést kérek, ez kabaré (magánkiadás, 1986)
- A szerelemmel játszani nem szabad (magánkiadás, 1988)
- A római táncmulatság (magánkiadás, 2008)
- A szépség áldozata (magánkiadás, 2008)